# Home, Sweet Home (film, 1914)
Pour les articles homonymes, voir Home Sweet Home.
Pour plus de détails, voir Fiche technique et Distribution.
Home, Sweet Home est un film muet américain, réalisé par D. W. Griffith, sorti en 1914, inspiré par la chanson Home, Sweet Home, paroles de John Howard Payne.

## Synopsis
Dans le prologue, malgré les protestations de sa mère et de sa fiancée, l'écrivain John Howard Payne part chercher l'aventure. En Angleterre, il est rejeté par une femme lorsqu'il sort de la prison pour dettes. Il voyage vers la France et Tunis, où il meurt, laissant pour seul héritage la chanson "Home, Sweet Home". 
Dans une autre histoire, Apple Pie Mary, une cuisinière dans un camp de mineurs, est amoureuse d'un jeune homme qui part pour l'Est se marier à une femme riche. Il entend la chanson et revient vers Mary.
L'histoire suivante concerne une veuve et ses trois fils. Lorsqu'un d'eux tue un de ses frères à la suite d'histoires d'argent, elle songe à se suicider, mais lorsqu'elle entend la chanson, elle décide de vivre pour son troisième enfant. 
Dans la dernière histoire, une jeune femme envisage de quitter son vieux mari pour un homme plus jeune. Lorsqu'elle entend la mélodie jouée par un violoniste dans un autre appartement, elle décide de rester avec son mari. 
Dans l'épilogue, Payne se retrouve en enfer. Sa fiancée lui apparaît, telle un ange dans le ciel et il est finalement libre de la rejoindre, grâce au bien qui a résulté de sa chanson « Home, Sweet Home ».

## Fiche technique
- Titre original : Home, Sweet Home
- Réalisation : D. W. Griffith
- Scénario : D. W. Griffith, Harry E. Aitken
- Photographie : G. W. Bitzer
- Sociétés de production : Majestic Motion Picture Company, Reliance Motion Picture Company
- Sociétés de distribution : Continental Feature Film Corporation, Mutual Film Corporation
- Pays d'origine :  États-Unis
- Langue : anglais
- Format : Noir et blanc - 35 mm - 1,37:1 - Muet
- Durée : 55 minutes (6 bobines)
- Date de sortie :
  - États-Unis : 4 mai 1914 (Première au Clune's Auditorium à Los Angeles)

## Distribution
Prologue et épilogue
- Henry B. Walthall : John Howard Payne
- Josephine Crowell : sa mère
- Lillian Gish : sa fiancée
- Dorothy Gish : sa sœur
- Fay Tincher : la femme vénale

Premier épisode
- Mae Marsh : Apple Pie Mary
- Robert Harron : son fiancé
- Spottiswoode Aitken : le père de Mary
- Miriam Cooper : la fiancée

Deuxième épisode
- Mary Alden : la mère
- Donald Crisp : un fils
- James Kirkwood : un fils
- Jack Pickford : un fils

Troisième épisode
- Courtenay Foote : le mari
- Blanche Sweet : la femme
- Owen Moore : le tentateur
- Edward Dillon : un musicien
- Betty Marsh : le bébé
- George Berringer : l'accordéoniste
- Karl Brown : le violoniste
- Teddy Sampson : la servante

## Autour du film
Selon des sources récentes, le vrai John Howard Payne ne fut pas reconnu comme l'auteur de la chanson et ne toucha donc pas de royalties. Il passa la plupart de ses dernières années sans toit et sans argent